# Miracles (Coldplay)
Niet te verwarren met Miracles (Someone Special), een ander nummer van Coldplay.
Miracles is een nummer van de Britse band Coldplay uit 2014. Het nummer staat op de soundtrack van de film Unbroken.
Het nummer werd nergens een hit. In het Verenigd Koninkrijk haalde het de 95e positie. In Nederland en Vlaanderen wist het nummer geen hitlijsten te behalen.